# Raoul Ponchon
Raoul Ponchon (La Roche-sur-Yon, 30 dicembre 1848 – Parigi, 2 dicembre 1937) è stato un poeta e giornalista francese.

## Biografia
Raoul Ponchon, nato in Vandea, a Napoléon-Vendée (oggi La Roche-sur-Yon), era figlio di Jean-Jacques Ponchon, capitano e tesoriere del 46º regimento di fanteria e di Marie Henriette Birck. La famiglia si spostò più volte, seguendo le varie destinazioni di Jean-Jacques Ponchon. A Bourg Raoul fu messo in collegio, mentre suo padre era in Algeria, poi fu spostato ad Angoulême, quindi a Poitiers, infine a Parigi, dove visse fino alla morte. Negli ultimi anni soggiornò all'hôtel de Flandres, accanto alla Sorbona - più tardi chiamato hôtel des 3 Collèges.
S'impiegò in una ditta di assicurazioni, militò nella Guardia nazionale durante la guerra franco-prussiana, del 1870. Morto il padre nel 1871, iniziò a dedicarsi alla pittura e realizzò il catalogo per il salon d'esposizione Poil et Plume, dove erano in mostra suoi dipinti.
Frequentava ateliers di pittura, caffè letterari e cenacoli artistici parigini. Amava il vino e la buona tavola. Scrisse circa 150.000 versi, che pubblicava settimanalmente - sul Courrier français (1887–1908), su La Presse (1888–1890), su Le Journal (dal 1897) - in una sua rubrica, in cui si esercitava a commentare in versi l'attualità. Era una causerie amabile, facile da interpretare, una gazette rimée elegante nello stile, ironica, acuta nell'osservare la vita parigina. Parlava di letteratura, di arte, di teatro, di medicina, di finanza.
Conobbe lo scrittore Catulle Mendès, il marchese e letterato Henri Rochefort, il poeta e drammaturgo Jean Richepin, che lo ospitò nella sua casa in Bretagna, il conte e commediografo Auguste de Villiers de L'Isle-Adam, il drammaturgo François Coppée, Paul Verlaine, Stéphane Mallarmé, il poeta Maurice Rollinat, il poeta di origine cubana José-Maria de Heredia, Émile Zola, Alphonse Daudet, Édouard Manet, Edgar Degas, il politico Léon Gambetta, l'astronomo Camille Flammarion.
Con Maurice Bouchor - poeta, chansonnier e scultore - fondò un cenacolo di poeti bohémiens, il Groupe des Vivants (Cercle des poètes zutiques).
Entrò nell'Accademia Goncourt nel 1924. Ad 88 anni cadde e si ruppe il femore. Ricoverato all'ospedale Saint-Joseph, vi morì qualche giorno più tardi. La Muse au cabaret, 1920, è l'unica raccolta di versi da lui pubblicata in vita.
Sepolto nel cimitero di Pléneuf-Val-André (dipartimento bretone di Côtes d'Armor).

## Opere
- La Muse au cabaret, Paris, Charpentier, 1920[3]
- La Muse vagabonde, 1938
- La Muse gaillarde, 1939
- La Muse frondeuse, 1971
- Animaux antédiluviens, 2015

### Adattamenti per musica
- Rémo Gary, in Vive l'eau ha riadattato versi di La Muse au cabaret, su musica di Clélia Bressat-Blum (Même pas foutus d'être heureux, 2008).